# Commugny
Commugny är en ort och  kommun i distriktet Nyon i kantonen Vaud, Schweiz. Kommunen har 2 990 invånare (2023).